# Madame Butterfly (film, 1995)
Cet article concerne le film de Frédéric Mitterrand. Pour le film de Sidney Olcott, voir Madame Butterfly.
Pour les articles homonymes, voir Butterfly.
Pour plus de détails, voir Fiche technique et Distribution.
Madame Butterfly est un film franco-britannico-allemand réalisé par Frédéric Mitterrand, sorti en 1995. Il s'agit de l'adaptation de l'opéra éponyme de Giacomo Puccini et du livret signé Luigi Illica et Giuseppe Giacosa.

## Synopsis
Le film respecte à la lettre le scénario de l'opéra Madame Butterfly de Puccini. Comme dans l'œuvre lyrique, l'action se passe au Japon au début du XXe siècle.

## Fiche technique
Sauf indication contraire, les informations mentionnées dans cette section peuvent être confirmées par la base de données cinématographiques Unifrance,  présente dans la section « Liens externes ».
- Titre original : Madame Butterfly
- Réalisation : Frédéric Mitterrand
- Scénario : Frédéric Mitterrand, d'après l'opéra éponyme de Giacomo Puccini et du livret signé Luigi Illica et Giuseppe Giacosa
- Musique : Giacomo Puccini
- Direction musicale : James Conlon
- Décors : Michèle Abbé
- Costumes : Christian Gasc
- Photographie : Philippe Welt
- Son : William Flageollet, Didier Gervais, Stéphane Granel et Guy Level
- Montage : Luc Barnier
- Production :  Pierre-Olivier Bardet et Daniel Toscan du Plantier
- Sociétés de production :  Erato Films et Idéale Audience ; France 3 Cinéma et Imalyre (coproductions)
- Sociétés de distribution : Les Films du Losange (France), Blue Dolphin Film Distribution (Royaume-Uni et MFA+ FilmDistribution (Allemagne) ; Les Films de l'Elysée (Belgique), Remstar (Québec) et Sadfi Films (Suisse romande)
- Budget : 30-33 millions de francs[1],[2]
- Pays de production :  France,  Royaume-Uni,  Allemagne
- Langue originale : italien
- Format : couleur
- Genre : drame musical
- Durée : 135 minutes
- Dates de sortie :
  - Suisse romande : 17 novembre 1995
  - France : 22 novembre 1995
  - Allemagne : 15 août 1996
  - Belgique : 20 décembre 1996
  - Royaume-Uni : 20 juin 1997

## Distribution
- Ying Huang : Cio-Cio-san, alias madame Butterfly
- Richard Troxell (en) : le lieutenant Benjamin F. Pinkerton
- Ning Liang : Suzuki, sa servante
- Richard Cowan : Sharpless
- Jing Ma Fan : Goro, entremetteur
- Christopheren Nòmura : le prince Yamadori
- Constance Hauman (en) : Kate Pinkerton, épouse du lieutenant
- Kusakabe Yo : oncle Bonze
- Kamel Touati : oncle Yakusidé
- Yoshi Oida : le père de Cio-Cio-San
- Thérèse Nguyen Ba Hau : la mère de Cio-Cio-San
- Miki-Lou Pinard : Dolore, fils de Cio-Cio-San
- Qing Wu : le commissaire impérial
- Nabil Agoun : l'officier d'état civil
- Midori Mornet : la tante
- Wen-Juan Zhao : le cousin

## Production

### Développement
Frédéric Mitterand, qui rêvait d'adapter Madame Butterfly de Giacomo Puccini en film d'opéra, s'est vu accepter par le producteur de la société Erato Films, Daniel Toscan du Plantier, alors grand amateur d'opéra. Ce dernier lui recommande de voir Pierre Olivier Bardet qui deviendra coproducteur de son projet de film avec sa société Idéale Audience.
Frédéric Mitterand ne veut « tourner ni en studio, ni en France, pour ne pas être happé par [sa] vie parisienne ». Bien que tourner au Japon coûte une fortune, en Corée du Sud où ses habitants haïssent les Japonais et en Chine s'avère compliqué dans les négociations commerciales, l'équipe d'Erato Films est désespérée. Frédéric Mitterand propose la Tunisie qu'il connaît bien : il y a une maison à Hammamet et des amis.

### Attribution des rôles
Ying Huang est choisie parmi 150 candidates pour incarner madame Butterfly.

### Tournage
Le tournage a lieu au Maroc. Il prend fin le 16 décembre 1994 à Bizerte pour son lac et celui d'Ichkeul, en Tunisie.

## Accueil

### Sorties
En 1994, la sortie de Madame Butterfly est annoncée fin mai 1995. Il sort finalement en novembre de la même année.

### Critiques
Côté négatif, Christian Leblé du Libération prévient que le film « de Frédéric Mitterrand n’avait à justifier aucun point de vue, ni aucune esthétique. (…) Tout cela pour dire qu'on en ressort abasourdi, fatigué par le mélodrame et par tant de décibels, pas particulièrement heureux. ».

## Distinctions

### Récompense
- César 1996 : meilleurs costumes pour Christian Gasc

### Nomination
- César 1996 : meilleurs décors pour Michèle Abbé

### Documentaire
- Un Bel Di : Les Coulisses du tournage de Madame Butterfly (1995), de Gérald Caillat.